# Kombinacja norweska na Zimowych Igrzyskach Olimpijskich 2022 – drużynowo
Konkurs drużynowy kombinacji norweskiej na Zimowych Igrzyskach Olimpijskich 2022 odbył się 17 lutego w Zhangjiakou.
Złoto wywalczyli Norwegowie w składzie Espen Bjørnstad, Espen Andersen, Jens Lurås Oftebro, Jørgen Graabak. Na drugim miejscu uplasowała się reprezentacja Niemiec - Manuel Faißt, Julian Schmid, Eric Frenzel, Vinzenz Geiger. Brąz wywalczyli Japończycy - Yoshito Watabe, Hideaki Nagai, Akito Watabe, Ryōta Yamamoto.

## Terminarz
| Data      | Konkurencja       | Godzina rozpoczęcia | Godzina rozpoczęcia |
| Data      | Konkurencja       | UTC+08:00           | CET                 |
| --------- | ----------------- | ------------------- | ------------------- |
| 15 lutego | Skoki narciarskie | 16:00               | 9:00                |
| 15 lutego | Biegi narciarskie | 19:00               | 12:00               |

## Wyniki

### Skoki narciarskie
| Pozycja | Nr | Reprezentacja            | Zawodnicy                                                         | Odległość zawodnika     | Punkty zawodnika        | Punkty drużyny | Strata czasowa |
| ------- | -- | ------------------------ | ----------------------------------------------------------------- | ----------------------- | ----------------------- | -------------- | -------------- |
| 1.      | 8  | Austria                  | Martin Fritz Johannes Lamparter Lukas Greiderer Franz-Josef Rehrl | 121,0 140,0 130,0 141,0 | 101,2 125,5 121,2 127,5 | 475,4          | —              |
| 2.      | 9  | Norwegia                 | Jørgen Graabak Jens Lurås Oftebro Espen Bjørnstad Espen Andersen  | 125,5 131,0 133,5       | 112,7 114,6 122,4 119,7 | 469,4          | +0:08          |
| 3.      | 10 | Niemcy                   | Manuel Faißt Eric Frenzel Vinzenz Geiger Julian Schmid            | 128,5 132,0 133,0 131,5 | 117,1 108,8 115,6 125,5 | 467,0          | +0:11          |
| 4.      | 7  | Japonia                  | Akito Watabe Yoshito Watabe Hideaki Nagai Ryōta Yamamoto          | 125,0 133,5 128,5 135,0 | 109,1 124,5 111,6 121,4 | 466,6          | +0:12          |
| 5.      | 4  | Francja                  | Mattéo Baud Gaël Blondeau Antoine Gérard Laurent Muhlethaler      | 130,0 111,0 125,5 127,0 | 114,9 81,4 103,2 110,5  | 410,0          | +1:27          |
| 6.      | 2  | Czechy                   | Ondřej Pažout Jan Vytrval Lukáš Daněk Tomáš Portyk                | 127,5 120,5 122,0 123,5 | 105,7 101,2 97,1 99,7   | 403,7          | +1:36          |
| 7.      | 5  | Stany Zjednoczone        | Jasper Good Taylor Fletcher Jared Shumate Ben Loomis              | 114,5 113,0 128,0 129,0 | 80,9 85,0 108,1 113,1   | 387,1          | +1:58          |
| 8.      | 6  | Finlandia                | Ilkka Herola Arttu Mäkiaho Perttu Reponen Eero Hirvonen           | 118,0 116,5 123,0 123,5 | 94,7 87,6 98,7 104,1    | 385,1          | +2:00          |
| 9.      | 3  | Włochy                   | Samuel Costa Alessandro Pittin Iacopo Bortolas Raffaele Buzzi     | 110,5 104,5 116,0 124,0 | 72,2 64,3 86,4 97,2     | 320,1          | +3:27          |
| 10.     | 1  | Chińska Republika Ludowa | Zhao Zihe Zhao Jiawen Guo Yuhao Fan Haibin                        | 98,0 93,5 81,5 106,5    | 54,6 47,8 16,0 66,3     | 184,7          | +6:28          |

### Wyniki końcowe
| Pozycja | Nr | Reprezentacja            | Zawodnicy                                                         | Strata początkowa | Bieg                             | Bieg         | Bieg            | Czas końcowy | Strata   |
| Pozycja | Nr | Reprezentacja            | Zawodnicy                                                         | Strata początkowa | Czas zawodnika                   | Czas drużyny | Miejsce drużyny | Czas końcowy | Strata   |
| ------- | -- | ------------------------ | ----------------------------------------------------------------- | ----------------- | -------------------------------- | ------------ | --------------- | ------------ | -------- |
| 01 !    | 2  | Norwegia                 | Espen Bjørnstad Espen Andersen Jens Lurås Oftebro Jørgen Graabak  | 0:08              | 12:52,3 12:34,2 12:19,5 12:51,1  | 50:37,1      | 1               | 50:45,1      | —        |
| 02 !    | 3  | Niemcy                   | Manuel Faißt Julian Schmid Eric Frenzel Vinzenz Geiger            | 0:11              | 12:44,7 12:41,7 12:53,5 13:09,1  | 51:29,0      | 5               | 51:40:0      | +54,9    |
| 03 !    | 4  | Japonia                  | Yoshito Watabe Hideaki Nagai Akito Watabe Ryōta Yamamoto          | 0:12              | 12:44,0 12:41,8 12:26,6 13:35,9  | 51:28,3      | 4               | 51:40,3      | +55,2    |
| 4.      | 1  | Austria                  | Franz-Josef Rehrl Johannes Lamparter Lukas Greiderer Martin Fritz | 0:00              | 12:56,6 12:36,6 12:31,6 13:39,9  | 51:44,7      | 8               | 51:44,7      | +59,6    |
| 5.      | 5  | Francja                  | Gaël Blondeau Mattéo Baud Antoine Gérard Laurent Muhlethaler      | 1:27              | 12:46,5 12:53,2 12:40,3 13:13,1  | 51:33,1      | 6               | 53:00,1      | +2:15,0  |
| 6.      | 7  | Stany Zjednoczone        | Taylor Fletcher Ben Loomis Jasper Good Jared Shumate              | 1:58              | 12:16,3 12:52,3 13:07,4 12:53,1  | 51:09,1      | 2               | 53:07,1      | +2:22,0  |
| 7.      | 6  | Czechy                   | Tomáš Portyk Jan Vytrval Ondřej Pažout Lukáš Daněk                | 1:36              | 12:59,9 12:39,1 13:04,2 12:51,4  | 51:34,6      | 7               | 53:10,6      | +2:25,5  |
| 8.      | 8  | Finlandia                | Ilkka Herola Arttu Mäkiaho Eero Hirvonen Perttu Reponen           | 2:00              | >12:35,5 12:51,3 12:41,2 13:16,1 | 51:24,1      | 3               | 53:24,1      | +2:39,0  |
| 9.      | 9  | Włochy                   | Iacopo Bortolas Samuel Costa Raffaele Buzzi Alessandro Pittin     | 3:27              | 14:00,6 13:07,4 13:13,1 13:18,9  | 53:40,0      | 9               | 57:07,0      | +6:21,9  |
| 10.     | 10 | Chińska Republika Ludowa | Zhao Jiawen Guo Yuhao Zhao Zihe Fan Haibin                        | 6:28              | 13:53,2 13:42,7 14:23,0 16:08,2  | 58:07,1      | 10              | 1:04:35,1    | +13:50,0 |